# Бронепалубни крайцери тип „Алжер“
Алжер (на френски: Alger) серия бронепалубни крайцери от 2-ри ранг на Националните военноморски сили на Франция, построена 1880 – 1890-те години на 19 век. Проекта е първата френска серия бронепалубни крайцери от 2-ри ранг, макар самите кораби да имат известни разлики помежду си. Всичко от проекта са построени 3 единици: „Алжер“ (на френски: Alger), „Жан Барт“ (на френски: Jean Bart) и „Исли“ (на френски: Isly).

## Конструкция

### Корпус
Крайцерите от типа „Алжер“ имат типичен за френските кораби от онова време корпус – с много дълъг таран във формата на плуг. Бордовете са завалени навътре, за да се подобрят секторите на обстрел на оръдията по бордовете. Главният кораб се отличава още и с кърмата си, която е права, а не надвиснала, като на другите крайцери от серията. На всичките кораби има масивни бойни мачти, представляващи кухи тръби с марсове, на които са поставени малокалибрени оръдия. Тези конструкции намаляват устойчивостта на корабите и впоследствие са сменени с леки мачти.

### Въоръжение
Основното въоръжение на крайцерите са 164 mm нескорострелни оръдия, поместени в спонсони, които се намират в краищата на корабите. На спонсони, но в района на мидъла, са поставени 4 оръдия калибър 138 mm, също нескорострелни. Още 2 такива има на носа и кърмата. В процеса на службата са заменени и 164 mm и 138 mm оръдия със скорострелни образци. Броят на 47 mm оръдия и 37 mm митральози е намален. Броят на торпедните апарати също е редуциран до 2 – 3.

### Брониране
Крайцерите тип „Алжер“ имат типичното френско брониране. Бронирана палуба под водолинията достига на скосовете дебелина 100 mm. Над нея са разположени кофердами, междупалубното пространство е частично запълнено с малки водонепроницаеми отсеци. Леко бронево прикритие имат оръдията и бойната рубка.

### Силова установка
Силовите установки на крайцерите имат съществени различия. „Алжер“ е с вертикални парни машини с тройно разширение и има водотръбни котли на „Белвил“. На останалите крайцери са поставени старите цилиндрични огнетръбни котли и хоризонтални парни машини. През 1903 г. „Жар Барт“ минава модернизация, при която старите котли са сменени с 8 водотръбни котли на „Никлос“. Мощността нараства до 10 000 конски сили, а скоростта до 20 възела. Запасът от въглища е 860 тона.

## История на службата
- „Алжер“ е заложен през ноември 1887 г., спуснат на вода на 23 ноември 1889 г., в строй от 1891 г. Превърнат в блокшив през 1911 г., списан 1909 г.
- „Жан Барт“ е заложен през септември 1887 г., спуснат на вода ноември 1889 г., в строй от 1891 г. Претърпява корабокрушение и потъва до бреговете на Северна Африка на 11 февруари 1902 г.
- „Исли“ е заложен през август 1887 г., спуснат на вода на 23 юни 1891 г., в строй от 1893 г. Отписан от флота през 1914 г.[2]